# Maorivliegenvanger
De maorivliegenvanger (Petroica macrocephala) is een zangvogel uit de familie Petroicidae (Australische vliegenvangers).

## Verspreiding en leefgebied
Deze soort is endemisch in Nieuw-Zeeland en telt vijf ondersoorten:
- P. m. toitoi: Noordereiland en de nabijgelegen eilanden.
- P. m. macrocephala: Zuidereiland, Stewarteiland en de nabijgelegen eilanden.
- P. m. dannefaerdi: Snareseilanden.
- P. m. chathamensis: Chathameilanden.
- P. m. marrineri: Aucklandeilanden.

## Status
De grootte van de populatie is niet gekwantificeerd maar de soort wordt omschreven als plaatselijk algemeen. Op de Rode lijst van de IUCN heeft deze soort de status niet bedreigd.